# Lee Young-ae
Lee Young-ae (hangul 이영애; Seül, Corea del Sud, 31 de gener de 1971) és una actriu sud-coreana, coneguda pels seus papers en la sèrie de televisió Dae Jang Geum (2003) i en el llargmetratge Sympathy for Lady Vengeance (2005).

## Vida personal
Lee Young-ae es va graduar del Departament de Llengua i Literatura Alemanyes en la Universitat de Hanyang i va completar el seu mestratge a l'Escola de Teatre i Cinema de la Universitat de Chung-Ang. En 2009 es va matricular en el Departament de Teatre i Cinema de la Universitat de Hanyang, on va entrar en el programa de doctorat.
El 24 d'agost de 2009 es va casar als Estats Units amb l'empresari estatunidenc d'ascendència coreana Jeong Ho-young. Dos anys més tard va donar a llum dos bessons, un fill i una filla. En els anys successius, fins a 2017, va interrompre la seva carrera artística per a dedicar-se a la criança dels seus fills.

## Carrera

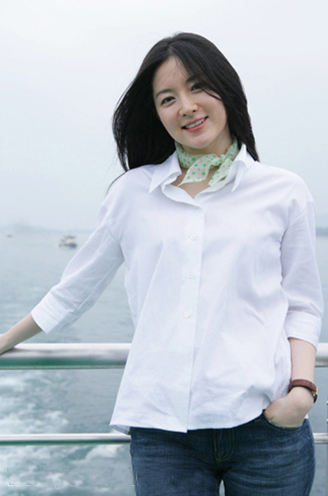
L'actriu sud-coreana Lee Young-ae en un passeig pel llac Qiandao a la Xina en 2006.

Lee Young Ae va fer el seu debut com a model de televisió en 1990 en un anunci de xocolata. Durant els anys successius va rodar gran quantitat d'anuncis per a televisió i la seva contínua presència en aquest mitjà li va guanyar el sobrenom de «una dona com l'oxigen». El seu debut oficial va ser en 1993 en la pel·lícula How's Your Husband?
Young-ae va saltar a la fama a Corea del Sud després de protagonitzar el drama Dae Jang Geum. A causa de l'èxit que va aconseguir la sèrie, va ser transmesa a l'estranger a partir del 2004, i es va convertir excepcionalment popular en diversos països, incloent la Xina, Taiwan, Hong Kong, Singapur i el Japó. En 2005, gairebé la meitat de la població d'Hong Kong va veure el final del drama, i a la Xina centenars de milions d'espectadors van veure el drama a pesar que es va transmetre a la nit. També es va convertir en una celebritat en altres països com Aràbia Saudita, l'Iran, Tanzània, Turquia i Hongria.
Li van concedir el Premis del Cinema Drac Blau a la millor actriu i en 2006 el Premis Baeksang d'Art per la seva actuació en la pel·lícula Chinjeolhan geumjassi.
A causa del seu èxit, Lee Young-ae ha estat convidada a visitar els països anteriorment esmentats. En 2006, per primera vegada en 12 anys la NHK va haver d'utilitzar la seva sala principal per a rebre a Lee Young Ae a causa de la seva popularitat. També va ser convidada al Festival d'escultures de gel i neu de Harbin del 2007 a la Xina.
En la seva autobiografia de 2006 La promesa de Young-Ae, va recordar com es va convertir en una actriu. Ella va entrar per primera vegada de l'espectacle després de treballar amb Andy Lau en 1991 en un comercial de xocolata. En 1995 va prendre la decisió d'anar a la universitat per a aprendre la teoria de l'actuació. Des de llavors ha desafiat diversos tipus de papers d'actuació, com en Dae Jang Geum i més tard un paper molt diferent en Chinjeolhan geumjassi.
En 2007 va rebre la Medalla al Mèrit de la Cultura per la seva contribució a l'Ona Coreana del govern de Corea del Sud.
Va tenir un important contracte en 2006 i 2007 va estar amb LG Corp., un gran conglomerat de Corea del Sud. Ella es va convertir en el portaveu de Pa-Asian per a tots els productes d'LG Electronics.
El 27 de novembre de 2019 es va estrenar a Corea del Sud la pel·lícula Nareul Chajajwo, protagonitzada per Lee Young-ae amb el personatge de Jung Yeon, una dona que busca al seu fill desaparegut sis anys enrere. Es tracta de la seva tornada al cinema després de catorze anys d'absència.

## Filmografia

### Cinema
| Any  | Títol                 | Paper               | Notes | Ref. |
| ---- | --------------------- | ------------------- | ----- | ---- |
| 1996 | Insyalla              | Lee Hyang           |       |      |
| 1998 | Kiss harggayo         | Min-joo             | Cameo |      |
| 2000 | Joint Security Area   | Maj. Sophie E. Jean |       |      |
| 2001 | Seonmul               | Park Jung-yeon      |       |      |
| 2001 | Bomnaleun ganda       | Han Eun-soo         |       |      |
| 2005 | Chinjeolhan geumjassi | Lee Geum-ja         |       |      |
| 2019 | Nareul Chajajwo       | Seo Jung-yeon       |       |      |

### Televisió
| Any     | Títol                     | Hangul                  | Paper                       | Canal         | Ref.                 |
| ------- | ------------------------- | ----------------------- | --------------------------- | ------------- | -------------------- |
| 1993    | How's Your Husband?       | 댁의 남편은 어떠십니까? | Do Do-hee                   | SBS           |                      |
| 1994    | Dash                      | 질주                    |                             | SBS           |                      |
| 1995    | Love and Marriage         | 사랑과 결혼             | Oh Eun-ji                   | MBC           | [ 7 ]                |
| 1995    | West Palace               | 서궁                    | Kim Gae-shi / Gae-Ttong     | KBS           | [ 3 ]                |
| 1995    | Asphalt Man               | 아스팔트 사나이         | Dong-hee                    | SBS           | [ 8 ]                |
| 1996    | Papa                      | 파파                    | Han Sae-young               | KBS           |                      |
| 1996    | Their Embrace             | 그들의 포옹             | Kim Seung-hye               | MBC           |                      |
| 1996    | Sibling Relations         | 동기간                  |                             | MBC           |                      |
| 1997    | Medical Brothers          | 의가형제                | Cha Min-ju                  | MBC           |                      |
| 1997    | The Reason I Live         | 내가 사는 이유          | Ae-suk                      | MBC           | [ 9 ]                |
| 1997    | Because I Love You        | 사랑하니까              | Eo Yu-na                    | SBS           |                      |
| 1998    | Romance                   | 로맨스                  |                             | SBS           |                      |
| 1998    | Advocate                  | 애드버킷                |                             | MBC           |                      |
| 1999    | Enbireyong                | 은비령                  |                             | KBS           |                      |
| 1999    | Invitation                | 초대                    | Choi Young-joo              | KBS           |                      |
| 1999    | The Wave                  | 파도                    |                             | SBS           |                      |
| 2000    | Fireworks                 | 불꽃                    | Kim Ji-hyun                 | SBS           | [ 3 ]                |
| 2003    | Dae Jang Geum             | 대장금                  | Seo Jang-geum               | MBC           | [ 4 ]                |
| 2017    | Saimdang, Bichui Ilgi     | 사임당, 빛의 일기       | Shin Saimdang / Seo Ji-yoon | SBS           | [ 10 ] [ 11 ]        |
| 2018    | My ID is Gangnam Beauty   | 내 아이디는 강남미인    | Ella misma (cameo, ep.1)    | jTBC          | [ 12 ]               |
| 2021    | Model Taxi                | 모범택시                | Cameo                       | SBS           |                      |
| 2021    | Inspector Koo             | 구경이                  | Koo Kyung-yi                | jTBC, Netflix | [ 13 ] [ 14 ] [ 15 ] |
| 2023-24 | Maestra: Strings of Truth | 마에스트라              | Cha Se-eum                  | tvN           | [ 16 ] [ 17 ]        |

## Premis
| Any  | Premi                                       | Categoria                                                        | Paper                              | Resultat   | Ref.   |
| ---- | ------------------------------------------- | ---------------------------------------------------------------- | ---------------------------------- | ---------- | ------ |
| 1994 | SBS Drama Awards                            | Millor actriu revelació                                          | How's Your Husband?                | Guanyadora |        |
| 1995 | KBS Drama Awards                            | Premi a la popularitat                                           | West Palace                        | Guanyadora |        |
| 1996 | MBC Drama Awards                            | Premi a l'excel·lència, actriu                                   | Their Embrace, Sibling Relations   | Nominada   |        |
| 1997 | MBC Drama Awards                            | Premi a l'excel·lència, actriu                                   | The Reason I Live                  | Guanyadora |        |
| 1998 | SBS Drama Awards                            | Premi a la gran excel·lència, actriu                             | Romanç                             | Guanyadora |        |
| 1999 | KBS Drama Awards                            | Premi a l'excel·lència, actriu                                   | Invitation                         | Nominada   |        |
| 1999 | KBS Drama Awards                            | Premi a la popularitat                                           | Invitation                         | Guanyadora |        |
| 2000 | SBS Drama Awards                            | Premi Big Star                                                   | Fireworks                          | Guanyadora |        |
| 2000 | SBS Drama Awards                            | Premi a la gran excel·lència, actriu                             | Fireworks                          | Nominada   |        |
| 2000 | 21st Blue Dragon Film Awards                | Millor actriu protagonista                                       | Joint Security Area                | Nominada   |        |
| 2001 | 37th Baeksang Arts Awards                   | Millor actriu (cinema)                                           | Joint Security Area                | Nominada   |        |
| 2001 | 2nd Korea Movie & Music Awards              | Actriu més fotogènica                                            | Joint Security Area                | Guanyadora |        |
| 2001 | 38th Grand Bell Awards                      | Millor actriu                                                    | Last Present                       | Nominada   |        |
| 2001 | Cinema 21 Movie Awards                      | Millor actriu                                                    | One Fine Spring Day , Last Present | Guanyadora |        |
| 2001 | 2nd Busan Film Critics Awards               | Millor actriu                                                    | One Fine Spring Day                | Guanyadora |        |
| 2001 | 22nd Blue Dragon Film Awards                | Millor actriu protagonista                                       | One Fine Spring Day                | Nominada   |        |
| 2002 | 38th Baeksang Arts Awards                   | Millor actriu (cinema)                                           | One Fine Spring Day                | Nominada   |        |
| 2002 | 39th Grand Bell Awards                      | Millor actriu                                                    | One Fine Spring Day                | Nominada   |        |
| 2002 | 25th Golden Cinema Film Festival            | Actriu més popular                                               | Last Present                       | Guanyadora |        |
| 2003 | MBC Drama Awards                            | Gran Premi (Daesang)                                             | Dae Jang Geum                      | Guanyadora |        |
| 2003 | MBC Drama Awards                            | Premi a la gran excel·lència, actriu                             | Dae Jang Geum                      | Nominada   |        |
| 2004 | 40th Baeksang Arts Awards                   | Millor actriu (televisió)                                        | Dae Jang Geum                      | Nominada   |        |
| 2004 | 2nd Andre Kim Best Star Awards              | Premi Estrella femenina                                          |                                    | Guanyadora | [ 18 ] |
| 2005 | Hong Kong Government Broadcasting Award     | Hong Kong People's Choice                                        | —                                  | Guanyadora |        |
| 2005 | China Synsis Bao                            | Estrella estrangera més influente                                | —                                  | Tercera    |        |
| 2005 | 26th Blue Dragon Film Awards                | Millor actriu protagonista                                       | Sympathy for Lady Vengeance        | Guanyadora | [ 19 ] |
| 2005 | 4th Korean Film Awards                      | Millor actriu                                                    | Sympathy for Lady Vengeance        | Nominada   |        |
| 2005 | 8th Director's Cut Awards                   | Millor actriu                                                    | Sympathy for Lady Vengeance        | Guaynadora | [ 20 ] |
| 2005 | 38a Festival de Cinema de Sitges            | Millor actriu                                                    | Sympathy for Lady Vengeance        | Guanyadora | [ 21 ] |
| 2005 | 13ns Chunsa Film Art Awards                 | Millor actriu                                                    | Sympathy for Lady Vengeance        | Nominada   |        |
| 2006 | 38th Cinemanila International Film Festival | Millor actriu                                                    | Sympathy for Lady Vengeance        | Guanyadora | [ 22 ] |
| 2006 | 43ns Grand Bell Awards                      | Millor actriu                                                    | Sympathy for Lady Vengeance        | Nominada   | [ 23 ] |
| 2006 | 43ns Grand Bell Awards                      | Premi a la popularitat ONa Coreana                               | Sympathy for Lady Vengeance        | Guanyadora | [ 23 ] |
| 2006 | 42nd Baeksang Arts Awards                   | Millor actriu (cinema)                                           | Sympathy for Lady Vengeance        | Guanyadora |        |
| 2007 | 15th Chunsa Film Festival                   | Korean Wave Contribution Award                                   | —                                  | Guanyadora |        |
| 2007 | 3rd Andre Kim Best Star Awards              | Gran Premi                                                       | —                                  | Guanyadora | [ 24 ] |
| 2007 | 1r Hallyu Awards                            | Premi Star (Drama)                                               | —                                  | Guanyadora | [ 25 ] |
| 2007 | 44ns Korean Broadcasters Association Day    | Premi Actor                                                      | —                                  | Guanyadora |        |
| 2007 | Ministre de Cultura, Esports i Turisme      | Medalla al Mèrit Cultural                                        | —                                  | Guanyadora |        |
| 2009 | 5th Andre Kim Best Star Awards              | Premi Estrella femenina                                          | —                                  | Guanyadora |        |
| 2015 | 10th Seoul International Drama Awards       | Premi 10th Anniversary Hallyu Achievement                        | —                                  | Guanyadora | [ 26 ] |
| 2017 | 22nd Consumers Day                          | Premi Cultural Person                                            | Saimdang, Bichui Ilgi              | Guanyadora |        |
| 2017 | 2017 SBS Drama Awards                       | Premi a la gran excel·lència, actriu en sèrie de dimecres-dijous | Saimdang, Bichui Ilgi              | Nominada   | [ 27 ] |
| 2020 | 25th Chunsa Film Art Awards                 | Millor actriu                                                    | Bring Me Home                      | Guanyadora | [ 28 ] |
| 2020 | 29th Buil Film Awards                       | Millor actriu                                                    | Bring Me Home                      | Nominada   | [ 29 ] |
| 2021 | Cine 21 Awards                              | Millor actriu de l’any                                           | Inspector Koo                      | Guanyadora | [ 30 ] |
| 2022 | Bechdel Day 2022                            | Millor actriu                                                    | Inspector Koo                      | Guanyadora | [ 31 ] |
| 2022 | National Brand Awards 2022                  | Premi Hallyu Achievement                                         | —                                  | Guanyadora | [ 32 ] |